# その手をつないで
「その手をつないで」（そのてをつないで）は渡辺美里の49枚目のシングル。2007年3月14日にEPIC・ソニー（現：エピックレコードジャパン）から発売された。

## 概要
- 表題曲「その手をつないで」は、ヘラルド映画配給アニメ映画『超劇場版ケロロ軍曹2 深海のプリンセスであります!』の主題歌に使用された[2]。

## 収録曲
（全作詞：渡辺美里、編曲：有賀啓雄）
1. その手をつないで [5:10]
作曲：伊秩弘将
2. 青い鳥（Live version） [4:58]
作曲：川村結花

## 収録アルバム
| 曲名             | 収録アルバム                                                                         | 発売日        | 規格品番       |
| ---------------- | ------------------------------------------------------------------------------------ | ------------- | -------------- |
| その手をつないで | 『ココロ銀河』                                                                       | 2007年7月4日  | ESCL-2957      |
| その手をつないで | 『25th Anniversary Misato Watanabe Complete Single Collection〜Song is Beautiful〜』 | 2010年1月27日 | ESCL-3370〜4   |
| その手をつないで | 『Misato Watanabe 25th Anniversary Album Box-Wonderful Moments 25th-』               | 2010年8月25日 | ESCL-20040〜60 |